# Неклюкова, Нина Петровна
Нина Петровна Неклюкова (1913—2000) — советская учёная и педагог, кандидат географических наук, профессор.

## Биография
Родилась 17 апреля 1913 года в Твери.
В 1937 году с отличием окончила географический факультет Московского государственного университета имени М. В. Ломоносова по специальности «Физическая география». В этом же году поступила в аспирантуру НИИ МГУ по направлению «Гидрология». С 1939 начала преподавать на кафедре общей физической географии Московского городского педагогического института имени В. П. Потёмкина (был закрыт в 1960 году в связи с присоединением к Московскому государственному педагогическому институту имени В. И. Ленина (МГПИ им. В. И. Ленина, ныне Московский педагогический государственный университет). Окончив в 1941 году аспирантуру, в годы Великой Отечественной войны с 1941 по 1942 год работала в районном военкомате города Кашина, а в 1944 году защитила кандидатскую диссертацию на тему «Озероведение».
С 1951 по 1981 год Н. П. Неклюкова заведовала кафедрой общей физической географии и физического страноведения, с 1969 года — профессор кафедры физической географии и геоэкологии МГПИ им. В. И. Ленина. На протяжении многих лет она была председателем учёной комиссии по географии при Главном управлении военно-учебных заведений Министерства просвещения РСФСР, членом президиума научно-методического Совета при Министерстве просвещения СССР. Была автором учебников и учебных пособий для студентов и школьников, под её руководством защищено 6 кандидатских диссертаций.
В 1988 году Н. П. Неклюкова вышла на пенсию и проживала в Москве, где умерла в 2000 году.

## Заслуги
- Была награждена орденом Ленина, медалями «За доблестный труд в Великой Отечественной войне» (1946), «За доблестный труд. В ознаменование 100-летия со дня рождения В. И. Ленина», «Ветеран труда», а также юбилейными медалями.
- Удостоена нагрудных знаков «Отличник народного просвещения РСФСР» и «Отличник просвещения СССР».